# 2019冠状病毒病华盛顿州疫情
美国华盛顿州于2020年1月21日确诊首例新型冠状病毒肺炎（COVID-19）患者。该州有着全美最多的死亡病例，大多数都涉及该州最大城市西雅图东部郊区柯克兰的养老护理中心有关人员。公共卫生专家认为该州的真实病例数量比实验室确诊数量大得多，由于大多数患者只有轻微症状，并且测试还未大规模展开，真实病例数量尚难知晓。
截止到2020年4月19日，该州总共确诊11790例，死亡634例，治愈127例。

## 时间线

### 一月：首个确诊病例
1月21日，美国疾病控制与预防中心（CDC）发现首个确诊病例，患者是一位居住在史諾霍米須郡的35岁男性。他于1月15日从武汉市乘飞机返回西雅圖-塔科馬國際機場，当时没有任何症状。他于1月19日因为肺炎症状前往急诊诊所就医，次日被转院至埃弗里特的普罗维登斯地区医疗中心（Providence Regional Medical Center）。经过两周的治疗（包括使用抗病毒药物瑞德西韦），于2月3日被获准出院，随后开始居家隔离。

### 二月：首个死亡病例
2月29日，在华盛顿州出现首例死亡病例后，州长英斯利宣布该州进入紧急状态。该患者50多岁，并且有严重的其他疾病，因严重的呼吸问题，被转移至西雅图的一家医疗机构。英斯利在声明中说：“今天是沉重的一天，因为一位华盛顿州居民因冠状病毒病去世。我们向他们的家人和朋友表示慰问，并将努力战胜病毒直至没有人再死于它的手上。”

### 三月
福瑞德哈金森肿瘤研究中心和华盛顿大学的研究者再分析了华盛顿州第一例、2月28日病例和死亡病例体内的病毒后，认为毒株之间有关联，意味着病毒已在社区内传播了近六个星期。

## 政府反应
3月22日，美国总统唐纳德·特朗普批准了华盛顿州的请求，该州宣布成为“重大灾区”。。